# Spes Volley Conegliano 2010-2011
Questa voce raccoglie le informazioni riguardanti la Spes Volley Conegliano nelle competizioni ufficiali della stagione 2010-2011.

## Organigramma societario
Area direttiva
- Presidente: Giovanni Lucchetta

Area tecnica
- Allenatore: Dragan Nešić
- Allenatore in seconda: Marco Gaspari
- Addetto statistiche: Andrea Sacchetta

Area sanitaria
- Medico: Cesare Mariani
- Fisioterapista: Stefano Galisi
- Preparatore atletico: Roberto Benis, Alessio Carraio

## Rosa
| N° | Nome                 | Ruolo | Data di nascita   | Nazionalità sportiva |
| -- | -------------------- | ----- | ----------------- | -------------------- |
| 1  | Dobriana Rabadžieva  | S     | 14 giugno 1991    | Bulgaria             |
| 3  | Frauke Dirickx       | P     | 3 gennaio 1980    | Belgio               |
| 4  | Alessia Tonon        | L     | 19 marzo 1992     | Italia               |
| 5  | Dragana Marinković   | C     | 19 ottobre 1982   | Serbia               |
| 6  | Carmen Țurlea        | O     | 18 novembre 1975  | Romania              |
| 7  | Rachele Sangiuliano  | P     | 23 giugno 1981    | Italia               |
| 9  | Valentina Fiorin     | S     | 9 ottobre 1984    | Italia               |
| 10 | Linda Martinuzzo     | C     | 10 ottobre 1992   | Italia               |
| 12 | Carla Rossetto       | L     | 20 dicembre 1984  | Italia               |
| 13 | Giada Benazzi        | S     | 18 settembre 1992 | Italia               |
| 14 | Marika Serafin       | S     | 28 maggio 1977    | Italia               |
| 15 | Alessandra Crozzolin | C     | 8 dicembre 1977   | Italia               |
| 17 | Simona Gioli         | C     | 17 settembre 1977 | Italia               |